# Citrix Presentation Server
Citrix Presentation Server（旧称：MetaFrame）とは、アプリケーションをネットワーク経由でリモート配信するためのシトリックス・システムズ製のミドルウェア製品である。管理者がPresentation Serverを使ってアプリケーションをリモート配信すると、ユーザーはそのアプリケーションがまるで端末側で動いているかのように操作することができる（実際には端末では動いていないし、インストール作業さえも不要）。ちょうど、一般的なWindowsアプリケーションを、改修することなくウェブアプリケーションに変換するためのミドルウェアと考えると理解しやすい。
最近では、シンクライアントを実現するためのシステムアーキテクチャのひとつとしても、注目を集めている。
ICA(Independent Computing Architecture)という通信プロトコルでクライアントとサーバ間の通信を行っている。